# Banque de réserve des Fidji
La Banque de réserve des Fidji (en fidjien : Maroroi Baqe ni Viti ; en anglais : Reserve Bank of Fiji, RBF ; en hindi des Fidji : रिज़र्व बैंक फ़िजी का) est la banque centrale des îles Fidji.

## Histoire
En 1914, le gouvernement colonial a créé le Conseil des commissaires de la monnaie des Fidji, doté du droit exclusif d'émettre des billets et des pièces en livres fidjiennes dans ce qui était alors la colonie des Fidji. Après l'indépendance du Royaume-Uni en 1970, l'Autorité monétaire centrale (CMA) a été créée en 1973 et a pris en charge l'émission de la monnaie, élargissant ainsi ses responsabilités.
La CMA était chargée de réguler l'émission, l'offre, la disponibilité et les échanges internationaux du dollar fidjien (FJD) ; de promouvoir la stabilité monétaire et une structure financière solide ; et de favoriser les conditions de crédit et de change pour le développement économique des Fidji. Elle faisait également office de banquier du gouvernement. 
Dans les années 1980, le gouvernement fidjien souhaitait étendre son rôle et la Banque des Fidji a été créée par la loi de 1983 sur la Banque de réserve des Fidji, remplaçant la CMA.

## Liste de gouverneurs
| Rang | Nom                | Mandat    |
| ---- | ------------------ | --------- |
| 1er  | Ian Craik          | 1973–1974 |
| 2e   | R. J. A. Earland   | 1974–1977 |
| 3e   | H. J. Tomkins      | 1977–1980 |
| 4e   | Savenaca Siwatibau | 1980–1988 |
| 5e   | Jone Kubuabola     | 1988–2000 |
| 6e   | Savenaca Narube    | 2000–2009 |
| 7e   | Sada Reddy         | 2009–2010 |
| 8e   | Barry Whiteside    | 2010–2017 |
| 9e   | Faizul Ariff Ali   | 2017–     |